# Archidendron brevipes
Archidendron brevipes là một loài thực vật có hoa trong họ Đậu. Loài này được (K.Schum.) Dewit miêu tả khoa học đầu tiên.